# Меду (Варезе)
Меду је насеље у Италији у округу Варезе, региону Ломбардија.
Према процени из 2011. у насељу је живело 50 становника. Насеље се налази на надморској висини од 236 м.